# Spoorlijn Carsac - Gourdon
De spoorlijn Carsac - Gourdon was een Franse spoorlijn van Carsac-Aillac naar Gourdon. De lijn was 24,0 km lang en heeft als lijnnummer 630 000.

## Geschiedenis
De lijn werd geopend door de Compagnie du chemin de fer de Paris à Orléans op 1 juli 1902. Personenvervoer was er tot 1 juli 1938, goederenvervoer tussen Groléjac en Gourdon was er tot 1 november 1938 en tussen Carsac en Groléjac tot 28 augustus 1955.

## Aansluitingen
In de volgende plaatsen is of was er een aansluiting op de volgende spoorlijnen:
Carsac
RFN 628 000, spoorlijn tussen Siorac-en-Périgord en Cazoulès
Gourdon
RFN 590 000, spoorlijn tussen Les Aubrais-Orléans en Montauban-Ville-Bourbon